# Orix Buffaloes
Die Orix Buffaloes (jap. オリックスバファローズ, orix bafarozu) sind eine japanische Baseball-Profimannschaft.
Der Verein spielt in der Pacific League und gewann viermal die Nihon Series. Heimat der Buffaloes ist Osaka, ihre Heimspiele werden im Osaka Dome ausgetragen.

## Geschichte

Platzierung der Braves, Blue Wave und Buffaloes (Orix) in der Pacific League seit der Gründung der Liga. Rote Punkte markieren Siege der Nippon Series.

Der Verein wurde 1936 von der privaten japanischen Eisenbahngesellschaft Hankyū Dentetsu als Osaka Hankyu Baseball Club gegründet. Aufgrund mehrerer Franchises folgten wiederholte Namensänderungen, bis 2005 der Zusammenschluss mit den Osaka Kintetsu Buffaloes zu dem jetzigen Namen führten.

## Berühmte Spieler und Manager
- Ichirō Suzuki
- Yutaka Fukumoto
- Hisashi Yamada
- Hiromi Matsunaga
- Yasuo Fujii
- Sō Taguchi
- Yoshitomo Tani
- Kazuhiro Kiyohara

## Stadion

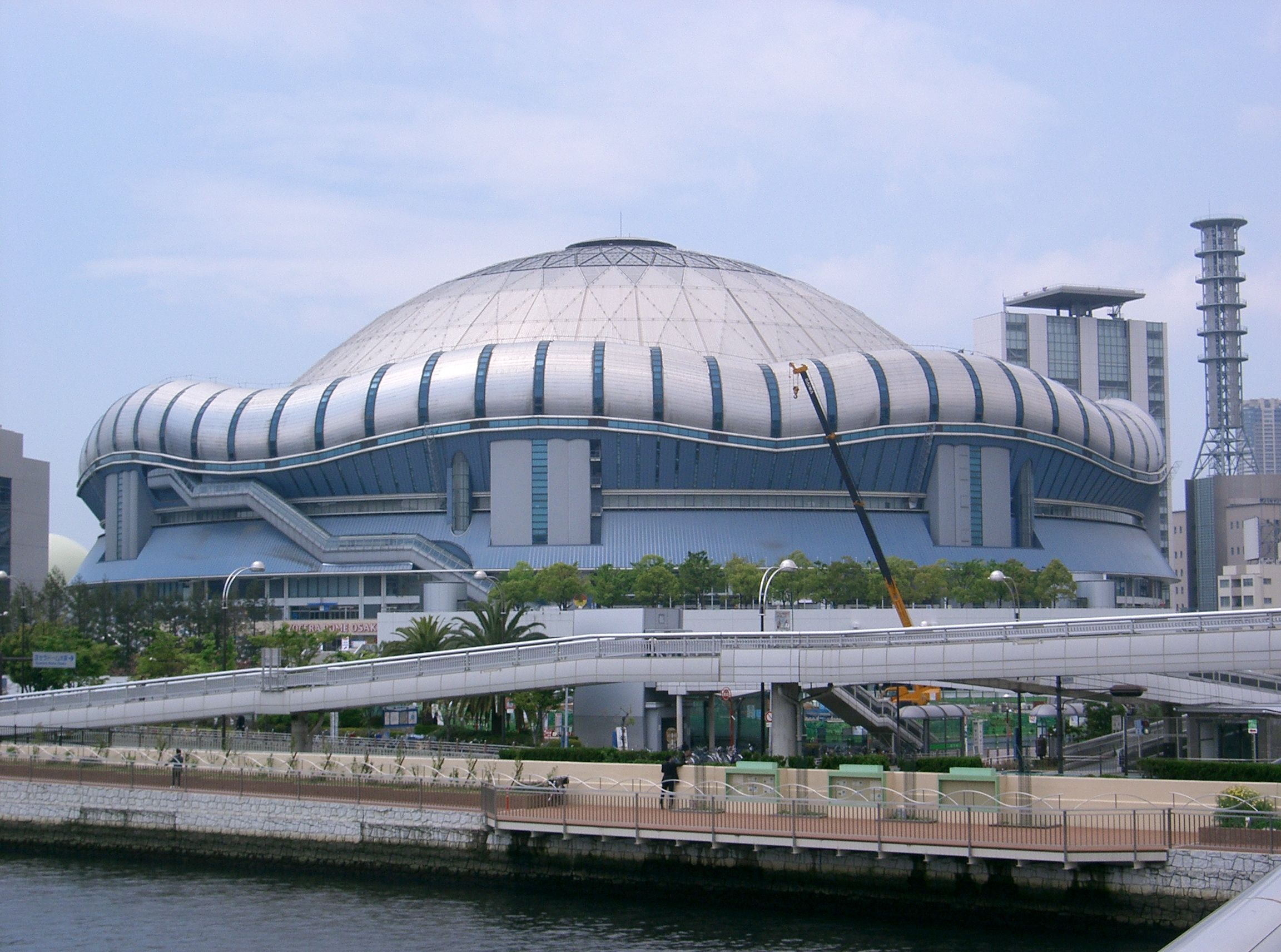
Osaka Dome

Heimstadion der Buffaloes ist seit 2008 das Osaka Dome.